# 林竹圍
林竹圍（1910年7月—2000年10月28日），出身自今臺灣臺南市關廟區山西里，曾擔任過第二屆與第四屆的關廟鄉長，也是關廟第一間鳳梨工廠「廣益源」的創立者。

## 生平
林竹圍在家中排行老三，七歲時父親林順就去世了，不曾受過正規教育，年輕時以牛車運送柴薪道茄萣去賣，再從茄萣載貨回來的方式維生。二次大戰剛結束後，林竹圍與自東京帝國大學醫學院畢業的胡大春競選鄉長獲勝，因其年輕時駕駛牛車維生，故當時關廟鄉民常稱呼他為「牛車鄉長」。
其任內曾購買陸軍山與孤山仔土地，提供農民就業機會，卸任前則籌建廣益源食品工廠，從事食品加工生產鳳梨等罐頭，其所生產之鳳梨罐頭曾在日本參展獲得冠軍。而其生產鳳梨罐頭的來源除了關廟境內外，他也向大內鄉公所承租一百多甲的土地（今南寶高爾夫球場）以種植鳳梨。而後其事業版圖拓展至木箱製作與碾米業，最後進一步要承租在仁德縣崁腳的縣有地來投資肉品加工食品業，但卻因規劃上欠周詳，導致廣益源倒閉。